# Tour de Langkawi
A Tour de Langkawi profi országúti kerékpárverseny Malajziában. Az első versenyt 1996-ban rendezték, melyet az ausztrál Damian McDonald nyert meg. Jelenlegi címvédő a moldáv Ruslan Ivanov.

## Dobogósok
| Év   | Győztes                     | Második             | Harmadik             |         |
| ---- | --------------------------- | ------------------- | -------------------- | ------- |
| 1996 | Damian McDonald             | Chris Newton        | Brett Dennis         |         |
| 1997 | Luca Scinto                 | Jens Voigt          | Alberto Elli         |         |
| 1998 | Gabriele Missaglia          | Giuliano Figueras   | Niklas Axelsson      |         |
| 1999 | Paolo Lanfranchi            | Szergej Ivanov      | Allan Iacuone        |         |
| 2000 | Chris Horner                | Julio Alberto Pérez | Fortunato Baliani    |         |
| 2001 | Paolo Lanfranchi            | Paolo Bettini       | Chris Wherry         |         |
| 2002 | Hernán Darío Muñoz          | Robert Hunter       | David George         |         |
| 2003 | Tom Danielson               | Hernán Darío Muñoz  | Fredy González       |         |
| 2004 | Fredy González              | Ryan Cox            | Dave Bruylandts      |         |
| 2005 | Ryan Cox                    | Jose Rujano Guillen | Tiaan Kannemeyer     |         |
| 2006 | David George                | Francesco Bellotti  | Gabriele Missaglia   |         |
| 2007 | Anthony Charteau            | José Serpa          | Walter Pedraza       |         |
| 2008 | Ruslan Ivanov               | Matthieu Sprick     | Gustavo César Veloso |         |
| 2009 | José Serpa                  | Jai Crawford        | Jackson Rodríguez    |         |
| 2010 | Jose Rujano Guillen         | Gong Hyo-suk        | Hossein Askari       |         |
| 2011 | Jonathan Monsalve           | Libardo Niño        | Emanuele Sella       |         |
| 2012 | José Serpa                  | Jose Rujano Guillen | Victor Niño          |         |
| 2013 | Julián Arredondo            | Pieter Weening      | Sergio Pardilla      |         |
| 2014 | Samad Poor Seiedi           | Merhawi Kudus       | Isaac Bolívar        |         |
| 2015 | Youcef Reguigui             | Valerio Agnoli      | Sebastián Henao      |         |
| 2016 | Reinardt Janse van Rensburg | Daniel Jaramillo    | Miguel Ángel López   |         |
| 2017 | Ryan Gibbons                | Cameron Bayly       | Alberto Cecchin      |         |
| 2018 | Artyom Ovecskin             | Łukasz Owsian       | Benjamin Dyball      |         |
| 2019 | Benjamin Dyball             | Keegan Swirbul      | Vagyim Pronszkij     |         |
| 2020 | Danilo Celano               | Jevgenyij Fjodorov  | Artyom Ovecskin      |         |
| 2021 | törölve                     | törölve             | törölve              | törölve |
| 2022 | Iván Sosa                   | Hugh Carthy         | Torstein Træen       |         |
| 2023 | Simon Carr                  | Alexander Cepeda    | Pablo Castrillo      |         |
| 2024 | Max Poole                   | Thomas Pesenti      | Unai Iribar          |         |

## Külső hivatkozások
- Le Tour de Langkawi (LTDL) Archiválva 2019. június 18-i dátummal a Wayback Machine-ben

1. ↑  (en) Libardo Niño tested positive again for the use of EPO,  cqranking.com.